# Championnats de France d'athlétisme en salle 2007
Navigation
Édition précédente Édition suivante
Les Championnats de France d'athlétisme en salle 2007 ont eu lieu du 16 au 18 février 2007 au Stadium Jean-Pellez d'Aubière. 

## Palmarès
| Discipline       | Hommes               | Hommes        | Femmes                  | Femmes         |
| ---------------- | -------------------- | ------------- | ----------------------- | -------------- |
| 60 m             | Ronald Pognon        | 6 s 62        | Sylviane Félix          | 7 s 38         |
| 200 m            | Ydrissa M'Barke      | 20 s 70       | Émilie Gaydu            | 23 s 55        |
| 400 m            | Fadil Bellaabouss    | 47 s 33       | Solen Désert            | 53 s 30        |
| 800 m            | Florent Lacasse      | 1 min 47 s 27 | Élodie Guégan           | 2 min 8 s 47   |
| 1 500 m          | Abdelkader Bakhtache | 3 min 45 s 77 | Jennifer Gueret-Laferte | 4 min 26 s 82  |
| 3 000 m          | Bob Tahri            | 7 min 54 s 64 | Élodie Olivares         | 9 min 18 s 89  |
| 60 m haies       | Cédric Lavanne       | 7 s 73        | Reina-Flor Okori        | 7 s 99         |
| Saut en hauteur  | Mustapha Raifak      | 2,21 m        | Melanie Skotnik         | 1,97 m         |
| Saut à la perche | Jérôme Clavier       | 5,65 m        | Vanessa Boslak          | 4,50 m         |
| Saut en longueur | Kafétien Gomis       | 8,09 m        | Élysée Vesanes          | 6,40 m         |
| Triple saut      | Karl Taillepierre    | 16,64 m       | Teresa Nzola Meso       | 13,89 m        |
| Lancer du poids  | Gaëtan Bucki         | 19,94 m       | Laurence Manfredi       | 17,26 m        |
| 3 000 m marche   | -                    | -             | Christine Guinaudeau    | 13 min 33 s 70 |
| 5 000 m marche   | Hervé Davaux         | 20 min 8 s 73 | -                       | -              |
| Pentathlon       | -                    | -             | Antoinette Nana Djimou  | 4 289 pts      |
| Heptathlon       | Rudy Bourguignon     | 5 762 pts     | -                       | -              |